# Сунід – Правий стяг
42°44′38″ пн. ш. 112°38′52″ сх. д. / 42.74386° пн. ш. 112.64779° сх. д.
Сунід – Правий стяг (кит. 苏尼特右旗, пін. Sūnítè Yòuqí) — один із повітів КНР у складі префектури Шилін-Гол, Внутрішня Монголія. Адміністративний центр — містечко Сайхан-Тала.

## Географія
Сунід – Правий стяг лежить на сході Монгольського плато.

### Клімат
Повіт знаходиться у зоні, котра характеризується кліматом пустель помірного поясу. Найтепліший місяць — липень із середньою температурою 24 °C. Найхолодніший місяць — січень, із середньою температурою -14,3 °С.
| Клімат повіту Сунід – Правий стяг                  | Клімат повіту Сунід – Правий стяг | Клімат повіту Сунід – Правий стяг | Клімат повіту Сунід – Правий стяг | Клімат повіту Сунід – Правий стяг | Клімат повіту Сунід – Правий стяг | Клімат повіту Сунід – Правий стяг | Клімат повіту Сунід – Правий стяг | Клімат повіту Сунід – Правий стяг | Клімат повіту Сунід – Правий стяг | Клімат повіту Сунід – Правий стяг | Клімат повіту Сунід – Правий стяг | Клімат повіту Сунід – Правий стяг | Клімат повіту Сунід – Правий стяг |
| Показник                                           | Січ.                              | Лют.                              | Бер.                              | Квіт.                             | Трав.                             | Черв.                             | Лип.                              | Серп.                             | Вер.                              | Жовт.                             | Лист.                             | Груд.                             | Рік                               |
| Середній максимум, °C                              | −7,8                              | −2,4                              | 5,9                               | 15,1                              | 22,3                              | 27,4                              | 30                                | 28,1                              | 22,2                              | 13,3                              | 2,6                               | −5,8                              | 12,6                              |
| Середня температура, °C                            | −14,3                             | −9,7                              | −1,5                              | 7,9                               | 15,5                              | 21,1                              | 24                                | 21,8                              | 15,4                              | 6,3                               | −3,8                              | −11,8                             | 5,9                               |
| Середній мінімум, °C                               | −19,1                             | −15,2                             | −7,6                              | 1                                 | 8,4                               | 14,5                              | 17,7                              | 15,8                              | 9,4                               | 0,9                               | −8,6                              | −16,4                             | 0,1                               |
| Норма опадів, мм                                   | 1.8                               | 2.2                               | 4.1                               | 6.7                               | 17.6                              | 32.5                              | 43.2                              | 38.2                              | 21.8                              | 9.5                               | 4.6                               | 2.2                               | 184.4                             |
| Вологість повітря, %                               | 61                                | 51                                | 37                                | 29                                | 31                                | 39                                | 46                                | 48                                | 44                                | 45                                | 52                                | 59                                | 45                                |
| -------------------------------------------------- | --------------------------------- | --------------------------------- | --------------------------------- | --------------------------------- | --------------------------------- | --------------------------------- | --------------------------------- | --------------------------------- | --------------------------------- | --------------------------------- | --------------------------------- | --------------------------------- | --------------------------------- |
| Джерело: Дані метеостанції №53272 (КНР, 1991-2020) |                                   |                                   |                                   |                                   |                                   |                                   |                                   |                                   |                                   |                                   |                                   |                                   |                                   |